# Dux Britanniarum
Dux Britanniarum era un cargo militar en la diócesis de Britania, probablemente creado por Diocleciano (r. 285-305) o Constantino I (r. 306-337) a finales del siglo III o principios del siglo IV. 

## Descripción y funciones
El dux (literalmente, "líder (militar)") era un oficial superior en el ejército romano tardío de Occidente en Britania. Está incluido en Notitia Dignitatum como uno de los tres comandos en Britania, junto con comes Britanniarum y comes litoris Saxonici per Britanniam.
Sus responsabilidades cubrían el área a lo largo del Muro de Adriano, incluidas las áreas circundantes al río Humber en el sureste de la actual Yorkshire, Cumbria y Northumberland hasta las montañas de los Peninos del Sur. La sede estaba en la ciudad de Eboracum (York). El propósito de esta zona de amortiguamiento era preservar el sudeste de la isla, económicamente importante y próspero, de los ataques de los pictos, tribus de lo que ahora son las tierras bajas escocesas, y contra los escotos, asaltantes irlandeses.

## Historia
El dux Britanniarum era el comandante de las tropas de la región norte, principalmente a lo largo del Muro de Adriano. La posición tenía el rango de viri spectabiles, pero estaba por debajo del de comes Britanniarum. Sus responsabilidades habrían incluido la protección de la frontera, el mantenimiento de fortificaciones y el reclutamiento. El aprovisionamiento de las tropas habría jugado un papel importante en la economía de la zona. El dux habría tenido una influencia considerable dentro de su jurisdicción geográfica, y ejerció una autonomía significativa debido en parte a la distancia del cuartel general de sus superiores.
La Notitia Dignitatum enumera la guarnición a lo largo del Muro de Adriano, junto con varios sitios en la costa de Cumbria, bajo el mando del dux Britanniarum. La evidencia arqueológica muestra que otras unidades deben haber estado estacionadas aquí, que, sin embargo, no se mencionan en la Notita; la mayoría de ellas fueron acantonadas allí durante el siglo III.
El cargo desapareció a comienzos del siglo V, tras la retirada romana de Britania.